# エスネットワークス
株式会社エスネットワークス(ES NETWORKS　CO., LTD.)は、1999年に設立された日本に本社を置く独立系コンサルティングファームである。千代田区のＪＰタワーにオフィスを構える。アジア各国に子会社を有し、日本国内およびアジア各国にて経営コンサルティングサービスを提供。

## 概要
1999年東京都中央区に財務会計アドバイザリーのコンサルティング会社として設立。
経営コンサルタント事業を手掛け、コンサルタント自らが現場で実務実行支援するハンズオンコンサルティングを行う。「現場」での「執行(実務実行)」を重視したコンサルティング姿勢で組織的にCFO機能を提供。
投資助言、企業向け研修、相続相談サービス等の提供も行う。グループには税理士法人エスネットワークスがあり、コンサルタントは、公認会計士、税理士、社会保険労務士、中小企業診断士等の各分野の専門家によって構成される。

## 事業内容
コンサルティング事業
M&Aアドバイザリー、デューデリジェンス、PMI、BPR、BPO、事業承継支援、事業再生支援、IPO支援、アジア進出支援等のコンサルティングサービスを提供。特にプライベート・エクイティ・ファンドの投資先、上場企業の買収先のPMIにおいて強みを有する。
投資事業
提携ファンドとしてAZ-Star、REVICがあり、事業投資、PMI、経営者人材を投資先に送り出すサービスを提供。

## 沿革
- 1999年（平成11年）10月 - 東京都中央区に会計コンサルティング会社として設立。記帳代行、給与計算、会計に関するアドバイザリーサービスの提供を開始。
- 2000年（平成12年）
  - 5月 - 業容拡大に伴い、東京都港区赤坂二丁目（赤坂ツインタワー本館）に本社移転。
  - 12月 - IPO支援を目的とした当社初の常駐支援案件を受託。ハンズオン・コンサルティングサービスの展開を開始。
- 2006年（平成18年）6月 - 人材紹介及び企業研修事業を行うことを目的として、株式会社ESリサーチを設立し子会社化。
- 2007年（平成19年）
  - 3月 - 投資事業を行うことを目的として、株式会社フラグシップを設立し、子会社化。
  - 7月 - 給与計算のアウトソーシングサービス部門を分社化して株式会社イーエスペイロールを設立し、子会社化。
  - 9月 - 地域顧客へのサービスを充実させるため、大阪府大阪市に関西支社（現・大阪支店）を新設。
- 2008年（平成20年）
  - 2月
    - ベトナム社会主義共和国にて海外進出支援事業を行うことを目的として、現地国内系最大の監査法人DTL（現・RSM International Limited）と業務提携し、FLAGSHIP VIETNAM CO., LTD.（現・ES NETWORKS VIETNAM CO., LTD.）を設立。
    - アセットマネジメントサービス及び不動産仲介事業を行うことを目的として、ユニバーサル・ライフ・アセット・マネジメント株式会社（現・エスネットワークスアセットマネジメント）の株式を取得し、子会社化。

  - 8月
    - ベトナム社会主義共和国において海外投資事業を行うことを目的として、現地大手証券会社のサコムバンク証券と業務提携し、VIETNAM FLAGSHIP ASSET MANAGEMENT LLC.を設立。
    - ユニバーサル･ライフ・アセット･マネジメントを株式会社フラグシップAMに商号変更。
- 2009年（平成21年）1月 - 企業再生事業の組織的な展開を図るため体制変更を実施。
- 2010年（平成22年）2月 - 東日本の地域顧客へのサービスを充実させるため、北海道札幌市に札幌支店及び宮城県仙台市に東北支社（現・仙台支店）開設。
- 2011年（平成23年）4月 - ESリサーチにて定額制研修・顧問サービスを提供開始。
- 2012年（平成24年）
  - 1月 - IPO支援及びPMI支援事業の組織的な展開を図るため体制変更を実施。
  - 5月 - 東海地域の顧客へのサービスを充実させるため、愛知県名古屋市に名古屋支店を開設。FLAGSHIP VIETNAM CO., LTD.（現・ES NETWORKS VIETNAM CO., LTD.）がベトナムの首都ハノイ市に駐在員事務所を開設。
  - 8月 - FLAGSHIP VIETNAM CO., LTD.がES NETWORKS VIETNAM CO., LTD.に商号変更
  - 11月 - 中華人民共和国香港特別行政区にて海外進出支援事業を行うことを目的として、依碩網絡香港有限公司（ES NETWORKS HONG KNOG CO., LTD.）を設立し、子会社化。
- 2013年（平成25年）
  - 1月 - 事業承継支援事業の組織的な展開を図るため、体制変更を実施。
  - 7月 - 業容拡大に伴い、東京都千代田区丸の内一丁目（丸の内トラストタワーＮ館）に本社移転。
  - 9月 - 九州地域の顧客へのサービスを充実させるため、福岡県福岡市に福岡支店を開設。
- 2014年（平成26年）4月 - ESリサーチにて地方公共団体向けコンサルティングサービスの提供を開始。
- 2015年（平成27年）
  - 1月 - M&A仲介事業の組織的な展開を図るため、体制変更を実施。ESリサーチで提供していた地方公共団体向けコンサルティングサービスを当社に移管。
  - 2月 - シンガポール共和国に海外進出支援事業を行うことを目的として、ES NETWORKS ASIA GLOBAL PTE. LTD.を設立し、子会社化。
  - 4月 - 株式会社地域経済活性化支援機構とREVICパートナーズ株式会社を設立し、持分法適用関連会社化。地域中堅企業の潜在的成長力発掘及び加速度的な実行支援を目的とする、「地域中核企業活性化投資事業有限責任組合」の設立に参画。
  - 6月 - 株式会社あおぞら銀行、株式会社東京スター銀行、兼松株式会社とともに、AZ-Star株式会社を設立出資し、アジア市場において成長機会を求める企業への支援を目的とする「AZ-Star1号投資事業有限責任組合」の設立に参画。
- 2016年（平成28年）1月 - 組織・人事コンサルティング事業の組織的な展開を図るため、体制変更を実施。
- 2017年（平成29年）
  - 1月 - フィナンシャル・アドバイザリー事業の組織的な展開を図るため、体制変更を実施。
  - 2月 - 株式会社フラグシップAMの商号を、株式会社エスネットワークスアセットマネジメントに変更。
  - 3月 - 海外進出支援事業を行う事を目的として、タイ王国にES NETWORKS (THAILAND) CO., LTD.を設立し子会社化。
  - 5月 - 企業研修事業の機動的な事業展開を目的として、株式会社イーエスリサーチを吸収合併。
- 2019年（平成31年/令和元年）
  - 1月 - フィリピン共和国に海外進出支援事業を行うことを目的として、Teradatrust Advisory Inc.の全株式を取得し、子会社化。
  - 7月 - Teradatrust Advisory Inc.の商号を、ES NETWORKS PHILIPPINES INC.に変更。[7]
- 2023年（令和5年） 
  - 6月 - 新たなコミュニケーションと価値の創造を目指し本社を〒100-7023　東京都千代田区丸の内2丁目7−2　ＪＰタワー23Fへ移転
  - 12月 - 東京証券取引所グロース市場へ上場。

## 支店
- 札幌支店　　〒060-0002 北海道札幌市中央区北2条西3-1-16 太陽生命ひまわり札幌ビル6F
- 大阪支店　　〒530-0002 大阪府大阪市北区曽根崎新地2-1-23 JPR堂島ビル8F[8]

## 子会社・関連会社

### 海外
- ES NETWORKS ASIA GLOBAL PTE. LTD.　 シンガポール
- ES CONSULTING VIETNAM CO., LTD.　　  ベトナム
- ES NETWORKS (THAILAND) CO., LTD.  　 タイ
- ES NETWORKS PHILIPPINES INC. 　　　   フィリピン

## 主な出版物
- 『CFO経営』（佐藤 英志 / 須原 伸太郎、幻冬舎メディアコンサルティング）
- 『間違いだらけのM&A―転ばぬ先の統合マネジメントプラン』（株式会社エスネットワークス、きんざい）[9]
- 『月次決算書 作成の勘どころ』（株式会社エスネットワークス、総合法令出版[10]